# Зеллик, Роберт
Роберт Брюс Зеллик (англ. Robert Bruce Zoellick; род. 25 июля 1953) — американский банкир, 11-й президент Всемирного банка (с 1 июля 2007 по 30 июня 2012). До этого занимал должность управляющего менеджера Goldman Sachs, его акционер, а также бывший сотрудник ФРС США. В 2005-2006 гг. заместитель госсекретаря США.
В 2009 году принимал участие в конференции Бильдербергского клуба.
Роберт родился в Нейпервилле (Иллинойс) в семье эмигрантов из Германии Цёллик (нем. Zoellick).
Сторонник официального возвращения золоту функций денег, а также нового соглашения «Bretton Woods-2».
В авторской статье в Financial Times (8.11.2010) предложил возврат к золотому стандарту (в виде золотодевизного варианта) с корзиной из 5 валют-девизов (доллар, фунт, евро, иена и юань).